# Isoperla bithynica
Isoperla bithynica is een steenvlieg uit de familie Perlodidae. De wetenschappelijke naam van de soort is voor het eerst geldig gepubliceerd in 1908 door Kempny.